# Pronephrium palauense
Pronephrium palauense är en kärrbräkenväxtart som först beskrevs av Takahide Hosokawa och som fick sitt nu gällande namn av Richard Eric Holttum.
Pronephrium palauense ingår i släktet Pronephrium och familjen Thelypteridaceae. Inga underarter finns listade i Catalogue of Life.